# Departamento Beni
Das Departamento Beni liegt im Nordosten Boliviens und grenzt an Brasilien. Nordwestlich liegt das Departamento Pando, im Westen La Paz, im Süden Cochabamba und im Südosten Santa Cruz. Das Departamento erstreckt sich im flachen Tiefland des Amazonasbeckens über 213.654 km² (entspricht etwa der Größe Großbritanniens) und hat (nach der Volkszählung 2024) 477.441 Einwohner. Hauptstadt ist Trinidad. Weitere Städte sind Rurrenabaque, Riberalta und Guayaramerín.
Das Klima ist im Allgemeinen tropisch warm und feucht. Während des Winters (Juni/Juli) kann es aber durch starke Südwinde, sogenannte Surazos, die ihren Ursprung in Patagonien bzw. der Antarktis haben, gelegentlich zu drastischen Temperaturstürzen kommen. Beni ist wasserreich, mit zahlreichen Seen und von vielen Flüssen durchzogen, die Vegetation besteht überwiegend aus tropischem Regenwald und Feuchtsavanne. Im Januar 2014 wurde der Bundesstaat durch starke Niederschläge in Mitleidenschaft gezogen (siehe Extreme Niederschläge in Bolivien im Januar 2014). Hauptwirtschaftszweige sind Land- und Forstwirtschaft und Viehzucht.
Nennenswerte Erhebungen gibt es lediglich ganz im Westen mit einigen bescheidenen Ausläufern der Voranden. Der Rest liegt überwiegend unterhalb von 200 m.

## Bevölkerung
Die Einwohnerzahl des Departamento ist von 1950 bis 2024 auf fast das Siebenfache angestiegen:
| Jahr | Einwohner | Quelle       |
| ---- | --------- | ------------ |
| 1950 | 71.636    | Volkszählung |
| 1976 | 168.367   | Volkszählung |
| 1992 | 276.174   | Volkszählung |
| 2001 | 362.521   | Volkszählung |
| 2012 | 421.196   | Volkszählung |
| 2024 | 477.441   | Volkszählung |

Von den 362.521 Einwohnern des Departamentos Beni zur Zeit der Volkszählung von 2001 lebten 249.152 in städtischen und 113.369 in ländlichen Gebieten. 32,75 Prozent der über 15 Jahre alten Einwohner (27,79 Prozent im städtischen und 44,65 Prozent im ländlichen Raum) zählten sich selbst zu den Angehörigen indianischer Völker. Den Angaben der Volkszählung von 2001 zufolge beherrschen 97,41 Prozent der über 6 Jahre alte Einwohner die spanische Sprache (99,00 Prozent im städtischen und 93,73 Prozent im ländlichen Raum). Für 92 % der Bevölkerung ist Spanisch die primäre Sprache, für 3 % Chimán (Volkszählung 2012).

## Gliederung nach Provinzen
Beni ist in 8 Provinzen unterteilt:
| Provinz           | Fläche     | Einwohner 1992 (Volkszählung) | Einwohner 2001 (Volkszählung) | Einwohner 2012 (Volkszählung) | Einwohner 2024 (Volkszählung) |
| ----------------- | ---------- | ----------------------------- | ----------------------------- | ----------------------------- | ----------------------------- |
| Provinz Cercado   | 12.276 km² | 63.128                        | 82.653                        | 111.873                       | 132.011                       |
| Provinz Iténez    | 36.576 km² | 16.300                        | 18.878                        | 21.453                        | 23.961                        |
| Provinz Ballivián | 40.444 km² | 47.420                        | 68.174                        | 82.783                        | 88.764                        |
| Provinz Mamoré    | 18.076 km² | 10.055                        | 12.397                        | 12.817                        | 13.387                        |
| Provinz Marbán    | 15.126 km² | 11.950                        | 14.454                        | 16.331                        | 19.898                        |
| Provinz Moxos     | 33.316 km² | 17.602                        | 20.496                        | 21.114                        | 25.528                        |
| Provinz Vaca Díez | 22.434 km² | 84.651                        | 116.421                       | 130.836                       | 147.900                       |
| Provinz Yacuma    | 34.686 km² | 25.068                        | 29.048                        | 24.801                        | 25.992                        |

## Größte Städte
| Stadt                | Einwohner 2001 (Volkszählung) | Einwohner 2012 (Volkszählung) |
| -------------------- | ----------------------------- | ----------------------------- |
| Trinidad             | 75.540                        | 101.454                       |
| Riberalta            | 64.511                        | 78.754                        |
| Guayaramerín         | 33.095                        | 35.764                        |
| San Borja            | 16.273                        | 17.520                        |
| Rurrenabaque         | 8.460                         | 13.446                        |
| Santa Ana            | 12.877                        | 12.178                        |
| San Ignacio de Moxos | 8.893                         | 10.054                        |

## Politik
Gesamtergebnis bei den Regionalwahlen vom 4. April 2010 im Departamento Beni:
| Wahl- berechtigte |  | Wahl- beteiligung | gültige Stimmen |  | PRIMERO | MAS-IPSP | MNR-PUEBLO | CA    | NACER |
| ----------------- |  | ----------------- | --------------- |  | ------- | -------- | ---------- | ----- | ----- |
| 189.436           |  | 164.392           | 150.644         |  | 64.055  | 60.477   | 18.269     | 5.949 | 1.894 |
|                   |  | 86,8 %            | 91,6 %          |  | 42,5 %  | 40,1 %   | 12,1 %     | 3,9 % | 1,3 % |